# Giorgio Conte
Pour les articles homonymes, voir Conte (homonymie).
Giorgio Conte, né à Asti (Piémont) le 23 avril 1941, est un compositeur, écrivain et chanteur italien de jazz et de variétés.

## Biographie
Giorgio Conte est le frère cadet de Paolo Conte, nettement mieux connu du grand public. Tout comme son frère avant de devenir musicien professionnel, Giorgio Conte a longtemps exercé le métier d'avocat,,
Les premières expériences musicales de Giorgio Conte ont lieu au sein du même groupe que son aîné, ce dernier étant le vibraphoniste de la formation et Giorgio le batteur. Assez vite, leurs chemins se séparent. Giorgio Conte commence alors à composer pour de nombreux chanteurs et groupes à succès en Italie tels que Equipe 84 (Una giornata al mare), Rosanna Fratello (Non sono Maddalena), Gipo Farassino (La mia gente, Girano).
En tant que chanteur, il se lance en 1983 avec l'album Zona Cesarini, suivi en 1987 de L'erba di San Pietro. Il continue néanmoins à écrire des textes et musiques pour d'autres comme Ornella Vanoni, Mina Mazzini (Tir) et Francesco Baccini (Qua qua quando et La giostra di Bastian). Il participe également à un programme radiophonique, Quelli che la radio sur Radio Due.
Tout comme son frère, Giorgio Conte travaille dans un cabinet d'avocats jusqu'en 1993, année au cours de laquelle il monte pour la première fois sur scène à l'occasion du festival Club Tenco de Sanremo et décide de se consacrer uniquement à la musique. Sa première prestation lui vaut d'excellentes critiques,. Il organise ensuite une longue tournée européenne et ne revient en Italie qu'en 1999.

## Discographie
- Zona Cesarini (1983)
- L'erba di San Pietro (1987)
- Giorgio Conte (1993)
- Concerto Live (1995)
- La vita fosse (1997)
- Eccomi qua... (1999)
- L'ambasciatore dei sogni (2000)
- Il Contestorie (2003)
- C.Q.F.P. (2011)